# Risbecia pulchella
Risbecia pulchella is een zeenaaktslak die behoort tot de familie van de Chromodorididae. Deze slak komt voor in de Indische Oceaan en de Rode Zee, op een diepte van 3 tot 30 meter.
De slak is wit tot roze met gele vlekken. De kieuwen en de rinoforen zijn wit met paarse toppen. De mantelrand is gekarteld en paars. Ze wordt, als ze volwassen is, zo'n 7 tot 11 cm lang. Ze voeden zich met sponzen.